# Neotyphodium chilense
Neotyphodium chilense är en svampart som först beskrevs av Morgan-Jones, J.F. White & Piont., och fick sitt nu gällande namn av Glenn, C.W. Bacon & Hanlin 1996. Neotyphodium chilense ingår i släktet Neotyphodium och familjen Clavicipitaceae.   Inga underarter finns listade i Catalogue of Life.